# 怀特斯旺
怀特斯旺，美国华盛顿州雅基马县的一个普查规定居民点，总人口793（2010年），总面积267.6 km²。